# Daniel Elliott Huger
Daniel Elliott Huger (Charleston, 1779. június 28. – Sullivan’s Island, 1854. augusztus 21.) az Amerikai Egyesült Államok szenátora (Dél-Karolina, 1843–1845).